# Planescape: Torment
A Planescape: Torment egy a Black Isle Studios által Microsoft Windowsra fejlesztett videójáték, melyet 1999. december 12-én adott ki az Interplay Entertainment. A játék cselekményének helyszíne Planescape, egy alternatív AD&D fantasy világ. A játék módosított Infinity motort használ, ugyanazt a játékmotort melyet a Baldur’s Gate, egy előzőleg a BioWare által fejlesztett, a Forgotten Realms világán játszódó játékban használtak.
A Planescape: Torment elsődlegesen történet-vezérelt, a harc kisebb fontossággal bír. A főszereplő, akit csupán Névtelenként ismerünk, halhatatlan lény. Sok emberöltőn át élt, de megfeledkezett előző életeiről, még saját nevét sem ismeri. A játék középpontjában Névtelen utazása áll, Sigilen a Kapuk Városán, illetve egyéb létsíkokon, hogy visszaszerezze előző életeinek elvesztett emlékeit, és hogy megtudja, miért lett halhatatlan. Számos karakter csatlakozhat Névtelen utazásához, akik közül a legtöbbel már találkozott a múltban.
Anyagilag nem volt túl sikeres játék, azonban nagy sikernek örvendett a kritikusok között, illetve megjelenése után kultjátékká vált. Dicsérték magával ragadó párbeszédeiért, a sötét, pesszimista Planescape világ miatt, illetve a főszereplő egyéni karakteréért, mely sok tekintetben különbözött a tradicionális szerepjátékok hőseitől. 2017-ben a Beamdog fejlesztésében megjelent a "Planescape Torment: Enhanced Edition", amely feljavított grafikát és a modern számítógépekkel való kompatibilitást tartalmazta.

## Játékmenet
A Planescape: Torment a Bioware Infinity Engine-jére épült, melynek segítségével a játékos kétdimenziós, ún. izometrikus nézetben irányíthatja egy vagy több karakterét. A játék a Dungeons & Dragons második kiadásának szabályaira épül. A játék főszereplője Névtelen, a halhatatlan karakter, a történet fő szála Névtelen kutatása múltja és emlékei után. A karakterek rajzolt háttér előtt mozognak, mozgásuk és interakciójuk a különböző tereptárgyakkal egérkattintás segítségével történik. A különböző tárgyak és varázslatok használata gyorsbillentyűkkel, "quick slotokkal", illetve a körgyűrű-szerű menü segítségével történik.
A játék a karakteralkotással kezdődik, mely során a játékos pontokat oszt karaktere, Névtelent tulajdonságaira (mint például Erő, Ügyesség, Karizma). Névtelen harcos kasztú a játék kezdetekor, azonban a játékos később megváltoztathatja a karakter kasztját tolvajra vagy varázslóra, illetve visszaállíthatja harcosra, amennyiben megfelelő oktatót talál. A játékos további kalandozótársakat is felvehet a játék során, összesen hét különböző lehetséges felvehető karakter található a játékban, azonban egyszerre legfeljebb öt tarthat a karakterrel. Gyakori a beszélgetés a csapattagok között, előfordulhat véletlenszerűen, illetve nem-játékos karakterekkel történő kommunikáció során egyaránt.
A játékban a küldetések megoldása gyakran dialógusok segítségével történik nem pedig harc útján, illetve sok harci szituáció megoldható illetve elkerülhető kommunikáció vagy lopakodás segítségével. Névtelen naplót hord magával, mely segít a játékosnak a számtalan küldetésének és történetágának követésében. Névtelen halála általában nem jár más hátránnyal, mint hogy egy másik helyen éled fel.
A jellem – amely meghatározza a karakter etikai értékítéletét illetve moralitását a jóság-gonoszság, illetve a törvényesség-káosz mint független tengelyek mentén – állandó érték, melyet a játékos határoz meg a játék kezdetekor. A játékban Névtelen semleges jellemmel indul, vagyis nem jó, sem gonosz, illetve nem törvényes, sem kaotikus, majd a játék során különböző döntései hatására módosul jelleme. Nem-játékos karakterek különbözően viszonyulnak a karakterhez, annak jellemétől függően.

## Háttértörténet

### Környezet
A Planescape: Torment a Dungeons & Dragons Planescape világában játszódik, amely a létsíkok univerzuma. A létsíkokon különböző lények élnek, például ördögök, modronok, illetve istenségek.
A játék első része Sigilben, a Kapuk Városában játszódik, mely a Planescape univerzum közepén, egy végtelen spirál tetején helyezkedik el, s amely portálok, átjárók segítségével kapcsolja össze a létsíkokat. A város ura a Fájdalom Úrnője, egy hatalmas misztikus lény, rajta kívül pedig számos különböző frakció tevékenykedik, saját egyéni hitviláguknak megfelelően. Minden frakció igyekszik kiterjeszteni ellenőrzését a város felett. Névtelen akár csatlakozhat is valamelyikhez a játék során. A történet idővel más létsíkokra vezet, mint például Baator vagy Carceri, melyeken Névtelen további részleteket fedezhet fel múltjából.

### Karakterek
A játék főszereplője "Névtelen", egy halhatatlan lény, akit évezredekkel korábban megátkoztak, így halhatatlanságra van kárhoztatva. Minden alkalommal amikor Névtelen meghal, valaki más hal meg helyette a Multiverzumban, hogy táplálja újraéledését. Ezek a halottak szellemekké változva keresik őt hogy bosszút állhassanak rajta. Minden halál után újra feltámad, emlékek nélkül, akár teljesen más személyiséggel. A játék kezdetekor is egy halottasházban eszmél, innen indul el, hogy visszanyerje emlékeit, illetve hogy megtudja, miért halhatatlan. Apránként megismeri előző inkarnációinak személyiségeit, valamint befolyásukat a világra és az emberekre környezetében.
A játék során Névtelen hét karakterrel találkozik akik csatlakozhatnak hozzá kalandjaik során: Morte, Annah, Dak'kon, Ignus, Nordom, Fall-From-Grace, és Vhailor. A karakterek segíthetnek Névtelennek a történet előrevitelében. Morte egy cinikus, lebegő koponya Baatorról, a Koponyák Halmáról, már a játék elején, a Halottasházban találkozunk vele. Morte hűségesen követi Névtelent, részben bűntudatból, mert számos inkarnációjának halálát okozta. Névtelen kint a Halottasház előtt találkozik Annah-val, egy fiatal tüzes tiefling (részben démoni származású ember) tolvajjal, de ő csak később csatlakozik a csapathoz. Dak'kon egy ghitzerai, aki valaha esküt tett Névtelennek hogy vele tart annak haláláig, nem tudva halhatatlanságáról, ezáltal esküje az örökkévalóságig köti őt Névtelenhez. Ignus egy piromániás varázsló aki Névtelen egyik inkarnációjának tanítványa volt. A Rubicon Labirintus Építményben Névtelen rátalálhat Nordomra, a modronra aki lekapcsolódott fajának központi tudatáról. Fall-From-Grace egy succubus, a Szellemi Vágyak Bordélyházának tulajdonosa Sigilben. Más sucubbusokkal ellentétben nem érdeklődik halandók elcsábítása iránt. Vhailor, akivel Curst városa alatt, a Külvilág létsíkján találkozhatunk, alapvetően egy mozgó páncél, az igazság kímélet nélküli szolgálatában.
Egyéb említésre méltó karakter még Deionnara, aki Névtelen egy korábbi életében a szeretője volt és az ő bűnei miatt halt meg; Ravel Puzzlewell, a boszorkány, akinek köze volt a halhatatlanná válásához, Trias, a bukott déva, aki kiábrándult az istenek gonoszok elleni harcából és inkább maga vette kezébe a sorsát, Coaxmetal, az óriás gólem, amely fegyvereket állít elő a létsíkok lakóinak, hogy elpusztíthassák egymást, és a Transzcendens, aki nem más, mint Névtelen halandóságának megtestesülése és a játék legutolsó ellensége.

### Cselekmény
A történet legelején a Névtelen egy hullaházban ébred. Szinte azonnal odamegy hozzá Morte, a lebegő beszélő koponya, aki tanácsokat ad neki, hogyan szökjön meg. Morte leolvassa a hátára írt tetoválást is, amit az előző életei valamelyikében tetetett fel, és az áll rajta, hogy keressen meg egy bizonyos Pharod nevű személyt. Miután beszélt korábbi szeretője, Deionnara szellemével, végül kijut Sigil nyomornegyedébe. Megtalálja Pharodot, aki a guberálók föld alatti falujának vezetője, Annah nevelőapja. Azt kéri, hogy hozzon el neki egy mágikus bronzgömböt, mielőtt válaszokat adna. Miután teljesíti, Pharod segít neki küldetésében. Névtelen megtudja egy Lothar nevű erős varázslótól, hogy egy Ravel Puzzlewell nevű boszorkánynak is köze van ahhoz, hogy halhatatlan lett. Őt azonban bebörtönözték egy mágikus labirintusba, amiért bűnöket követett el a Fájdalom Úrnője ellen. Ugyan megtalálja az odavezető utat, ám a bejutáshoz használandó portál csak Ravel felhasználásával működik. Így aztán Névtelen megkeresi Ravel lányát, akinek a vérével ez sikerülhet.
Végül bejut hozzá, és beszélgetés közben Ravel felteszi neki a kérdést, hogy mi változtathatja meg az ember természetét, amelyre adott válasz lényeges a játék folytatása szempontjából. Elmondja neki, hogy számtalan embert megölt csak azért, mert nem a saját válaszukat adták meg, hanem azt, amit szerintük hallani akart. Azt is elmondja, hogy Névtelen egy múltbeli inkarnációja kereste meg őt, hogy halhatatlanná váljon. A rituálé balul sikerült, és ezért van az, hogy minden halála után emlékek nélkül tér magához. Azt is elmondja még, hogy a halandósága fizikai formában megtestesülve még most is meg kell, hogy legyen valahol. Hogy hol, azt a bukott déva, Trias talán meg tudja mondani.
Ravel ezután megpróbál minket erőszakkal bent tartani, ezért a Névtelennek szembe kell szállnia vele és le kell őt győznie. Ám kiderül, hogy a boszorkány csak megjátszotta a saját halálát, és a később érkező, Transzcendens nevű lény végez vele. Egy portál segítségével Curst városába jutnak a hősök, ahol Triast bebörtönözték. A kiszabadításért cserébe válaszokat ígér, de csak annyit tud ő is elmondani, hogy hol lehet érdemes keresni. Kijutva a Külvilágba és Baatorba végül kiderül, hogy valahol a Megbánás Erődjében van, és csak Trias tudja, hogy lehet odajutni. Csakhogy Trias a kiszabadulása után káoszt idézett elő Curstben, azt Carceri kaotikus létsíkjára juttatva. A Triasszal vívott küzdelem után végül hajlandó elmondani, hogy a Megbánás Erődjébe vezető út történetesen Sigil hullaházából nyílik, pont ott, ahol magunkhoz tértünk.
Az erődben Névtelen három korábbi személyiségével találkozik. Az egyikük praktikus, a másik jó, a harmadik paranoiás. Mint kiderül, a "jó" volt az eredeti, akit Ravel halhatatlanná tett, aki az életében iszonyatos bűnöket követett el. Miután rájött, hogy ezért halála után pokoli kínokat kell átélnie, inkább a halhatatlanságba menekült, hogy tompítsa azokat. Sajnos a halálai után bekövetkező amnézia megakadályozta őt abban, hogy a tervét véghez vigye. Miután akár párbeszéd, akár harc útján eléri, hogy a három személyiség egyesüljön vele, átadván minden tudásukat, végül készen áll, hogy szembenézzen a halandóságával. Ő a Transzcendens, aki élvezi a szabadságot, és szándékosan eltünteti minden egyes alkalommal a nyomokat, nehogy a Névtelen rá tudjon jönni az igazságra. A játékos döntésétől függően legyőzhetjük a Transzcendenst harcban, meggyőzhetjük, hogy egyesüljön újra velünk, vagy egy különleges fegyverrel öngyilkosságot is elkövethetünk – mindegyik véget vet Névtelen halhatatlanságának. Akárhogy is, a Névtelen végül az Alsó Létsík csatamezején ébred, és elfogadja a végzetét, hogy örökké harcoljon a Vér Háborújában.

## Fejlesztése
1997-ben a játékot készítő Black Isle Studios fejlesztői egy 47 oldalas vázlattal fordultak az Interplayhez, amelyre végül rábólintottak. Eredeti címe Last Rites lett volna, és inkább egy avantgárd fantázia-szerepjátéknak készült, később került be a három, egyszerre készülő Planescape-játék közé, amelyek közül csak az immár Torment névre hallgató játék jelent meg.
A fejlesztők szerettek volna eltérni a hagyományos szerepjáték kliséktől, ezért eltökélték, hogy nem lesznek benne sárkányok, tündék, goblinok, és egyéb közismert fajok, továbbá összesen három kard található az egész játékban, a patkányok kihívást jelentő ellenfelek, és sokszor az élőhalottak szimpatikusabbak, mint az élő emberek. Szerettek volna attól is eltérni, hogy a szabad választási lehetőségek ellenére a legtöbb játékban az erkölcsileg jó döntések voltak a helyesek. Ezt túl kiszámíthatónak tartották, ezért erkölcsi szempontból is flexibilisebb megoldásokat akartak. A játék fő célja sem a világ megmentése, hanem a saját helyünk és szerepünk megértése. A halál pedig legfeljebb csak hátráltató tényező, és sokszor szükséges is.
Chris Avellone volt a vezető tervező és az író, akire nagy hatással voltak különféle képregények és fantasy irodalmi művek. A párbeszédrendszert az akkor éppen párhuzamosan fejlesztés alatt álló Fallout 2, illetve a Final Fantasy VII ihlette. Ravel Puzzlewell karaktere egy rejtélyes rejtvénykészítő, aki szerelmes a főhősbe, és őszintén próbál segíteni másoknak, ami viszont rajta csattan – jelleme hatással volt a 2004-es Knights of the Old Republic II-ben szereplő Kreia megalkotására. Mivel a játék ideáit másképp nem lehetett volna átadni, ezért rengeteg a párbeszéd, ami a fejlesztők szerint is más játékmechanikák, például a harcrendszer rovására ment.
A fejlesztés súrlódásoktól sem volt mentes az Interplay-jel, különösen miután a céget tőzsdére vitték. Főként Guido Henkel producernek voltak problémái olyan dolgok miatt, mint a marketing vagy a játék dobozának csomagolása. Henkel elmondása szerint a borítón látható arc az övé, ő állt modellt azután, hogy az eredetileg felkért modell visszamondta a felkérést.
A játék a BioWare által fejlesztett Infinity Engine-t használta, amely még azelőtt elkészült, hogy a Baldur's Gate egyáltalán elkészülhetett volna, így teljesen ismeretlen volt, hogy milyen lesz a fogadtatása. A Black Isle kisebb módosításokat eszközölt: a karakterek képesek lettek futni, a sprite-ok és a hátterek is nagyobbak és részletesebbek lettek, amit úgy értek el, hogy a perspektívát közelebb hozták a talajhoz. A mágia fontos szerepet játszik, ezért egy négyfős stáb dolgozott csak ezen.
Kiadása után a játékkal sokat foglalkozott a rajongói közösség. A CD Projekt kiadásában megjelent lengyel változat mellé elkészült a magyar, a spanyol és olasz rajongói fordítás is. Mivel az Interplay az 1.1-es patch után újabbat nem adott ki, pedig a játékban még jócskán maradtak hibák, ezeket is rajongói nemhivatalos patch-ek oldották meg. Egyes módosítások visszaraktak a játékba kivágott tartalmakat, mások pedig elérhetővé tették a 16:9-es képarányt.
A zene írására eredetileg Lustmordot, a dark ambient zenészt kérték fel. Ő el is végezte a munkát, ám alig hat héttel a kiadás előtt az egyik producer meggondolta magát és úgy vélte, hogy másra lenne szükség. A csalódott Lustmord végül 2001-es "Metavoid" című lemezén jelentetett meg pár számot. A sietség miatt a Black Isle más játékaihoz is zenéket író Mark Morgant kérték fel, és Richard Band írt még két dalt. A karakterek szinkronjához ismert színészeket kértek fel.

## Adaptációk
1999-ben Ray és Valerie Vallese írtak egy azonos című könyvet, ami csak lazán kapcsolódik a játékhoz, ráadásul többször ellentmond neki. Vitatott módon Névtelennek is a Thane nevet adták benne. Amikor 2010-ben a játék újra elérhetővé vált a GOG.com-on, Rhyss Hess írt egy új könyvet, amely Chris Avellone és Colin McComb játékforgatókönyvén alapult, és ezt a játék mellé csomagolták. 2013-ban Logan Stromberg szerkesztésében egy új, a játékbeli párbeszédekkel, és a Something Awful fórumon ShadowCatboy szövegeivel kibővített változatot adtak ki.

## Öröksége
2009-ben a játék újra megjelent DVD-n, 2010-ben pedig a GOG.com-on. Brian Fargo 2012-ben bejelentette, hogy a játék spirituális folytatásának jogait megszerezte az inXile Entertainment. 2017-ben megjelent a "Torment: Tides of Numenera" című játék. Ugyanebben a Beamdog fejlesztésében kiadásra került a "Planescape Torment: Enhanced Edition" is, amely a korszerű rendszerekkel való kompatibilitás és a grafika feljavítása mellett tartalmaz olyan új elemeket is, melyek korábban félkészek voltak vagy kivágásra kerültek a játékból. Mindez Chris Avellone felügyelete mellett történt.